# Dam Street Global Center
Le Dam Street Global Center est un ensemble de gratte-ciel résidentiel construit dans l'ouest de la Chine à Hefei de 2015 à 2018.
L'ensemble est composé de quatre immeubles ;
- Le Dam Street Global Center R1, 210 m de hauteur, 63 étages, construit en 2018
- Le Dam Street Global Center R6, 182 m de hauteur, 49 étages, construit en 2015
- Le Dam Street Global Center R7, 173 m de hauteur, 46 étages, construit en 2015
- Le Dam Street Global Center R8, 164 m de hauteur, 43 étages, construit en 2015
Le Dam Street Global Center R1 est l'un des dix plus haut gratte-ciel de Hefei.